# John Clark
John Clark är en fiktiv person som figuerar i Tom Clancys romaner.

## Biografi
John Clark, ursprungligen John Terrence Kelly, föddes 1944 i Indianapolis. Han förlorade båda sina föräldrar i ung ålder, fadern som var brandman dog av en hjärtattack under en räddningsinsats och hans mor avled av cancer.
Under Vietnamkriget tog Kelly värvning vid flottan där han blev attackdykare i Navy SEAL och avancerade till högbåtsman. Efter att hans hustru omkommit i en bilolycka och han själv blivit sårad under ett uppdrag tar han avsked. Ett halvår senare träffar han Pamela Madden, en före detta prostituerad, och blir inblandad i en personlig vendetta mot en lokal knarkliga (se Utan misskund). Samtidigt blir han också rekryterad av CIA:s paramilitära avdelning och återvänder till Vietnam för att försöka frita amerikanska krigsfångar (fritt efter en:Operation Ivory Coast). Operationen misslyckas, men Kelly lyckas i stället tillfångata en sovjetisk sambandsofficer. Samtidigt som delstatspolisen börjar efterlysa Kelly för ett antal mord på knarklangare och knarksmugglare får CIA upp ögonen för Kelly och beslutar sig för att förse honom med en ny identitet. John Kelly ’omkommer’ i en arrangerad båtolycka och återuppstår som John Clark.
Som paramilitär CIA-agent deltar Clark i ett flertal operationer, bland andra gisslankrisen i Iran, Kuwaitkriget och ett antal uppdrag i Sovjetunionen, bland annat hämtar han hustrun och dottern till en högt uppsatt avhoppare från KGB (se Kardinalen i Kreml). Han arbetar också som instruktör på CIA:s skola för agenter ’the Farm’. I boken Påtaglig fara får Clark uppdraget att leda och samordna en hemlig militär insats mot Medellínkartellen i Colombia. Här träffas Clark och Jack Ryan för första gången när de försöker rädda de amerikanska soldater som har övergetts av militärledningen i ett försök att hemlighålla operationen.
När Jack Ryan blir USA:s president (se Presidentens order) utfärdar han en benådning av den sedan länge försvunne John Kelly som dock fortsätter att leva under sin nya identitet som John Clark. Han utnämns till chef för Natos antiterroriststyrka Rainbow (se Täcknamn: Rainbow). Under kriget mellan Kina och Ryssland sätts Rainbow in som ett militärt specialförband med uppdrag att slå ut Kinas kärnvapenrobotar (se Björnen och draken).
Strax innan Jack Ryans ämbetsperiod tar slut grundar han en ny och ytterst hemlig underrättelseorganisation (se Tigerns käftar). Organisationen som kallas Kollegiet opererar under täckmantel av ett fondmäklarbolag och är ekonomiskt självförsörjande. Till en början är Clark ovetande om organisationens existens, men när den nya presidenten Edward Kealty drar sig ur Rainbowsamarbetet och inleder politiska utrensningar inom CIA tvingas Clark och hans svärson Domingo Chavez att gå i pension och rekryteras därefter av Kollegiet (se Död eller levande).